# کیمیاگری (اسلام)

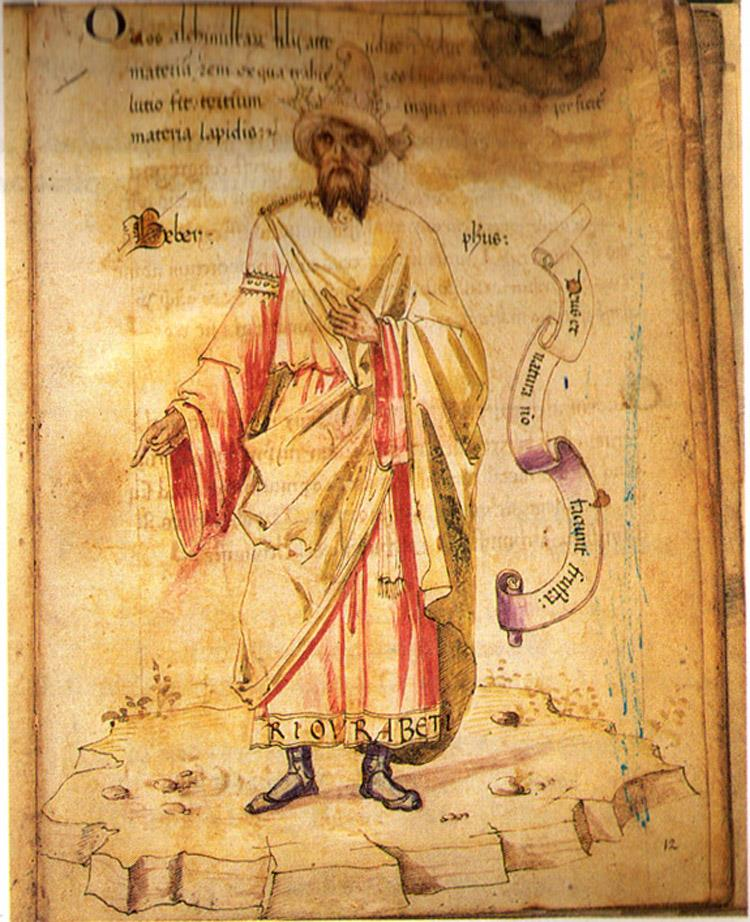
جابربن‌حیان که در میان دانشمندان اروپا، جِبِر شناخته می‌شد، به «پدر علم کیمیا» مشهور بود.

 جابر بن حیان بنیان‌گذار سنت کیمیایی در اسلام بود. رازی از دیگر آموزگاران کیمیاگری بود. وی باور داشت اجسام از ماده بالقوه فعال و روح و نفس ترکیب شده‌اند و می‌توان تبدل را از راه تغییردادن نسبت‌های عناصر ترکیب‌کننده هر جوهر ایجاد کرد. کیمیاگر قرن هفتم ابوالقاسم عراقی بود که برای کیمیاگری مبدأ الهی قائل بود. تأثیر کیمیای اسلامی در کیمیای مسیحیت، با نوشته‌های نیکلاس فلامل آغاز شد.